# Dartmouth College
Vous lisez un « bon article » labellisé en 2008.
Pour les articles homonymes, voir Dartmouth.
Le Dartmouth College est une université privée du nord-est des États-Unis, située dans la ville de Hanover, dans l'État du New Hampshire. Elle fait partie de l'Ivy League et constitue l'une des neuf universités coloniales fondées avant la révolution américaine. Elle est l'un des plus anciens établissements d'enseignement supérieur américain et la plus petite de l'Ivy League avec 5 744 étudiants.
Créé en 1769 par Eleazar Wheelock, avec des fonds levés partiellement par les efforts d'un prêcheur appelé Samson Occom (1723-1792), le Dartmouth College fonctionne aujourd'hui avec un budget annuel de 629,4 millions de dollars et une dotation (endowment) de 4,5 milliards de dollars en 2015.
Trois écoles spécialisées se trouvent sur son campus : de médecine, d'ingénierie et de commerce. L'université contribue à la vie culturelle de la région avec ses bibliothèques, son musée (Hood Museum of Art) et son centre Hopkins. Elle affirme son identité grâce à ses traditions étudiantes anciennes et ses nombreuses équipes sportives.

## Historique
Le Dartmouth College fut fondé en 1769 par le révérend Eleazar Wheelock (1711-1779). Ce dernier avait ouvert en 1754 la Moor's Indian Charity School à Lebanon (Connecticut), une école destinée à l'instruction des Amérindiens. Il souhaitait transformer cet établissement en college, mais le Connecticut refusait. Avec le concours de l'un de ses élèves amérindiens Samson Occom, il créa le Dartmouth College dans le New Hampshire, une région rurale en cours de peuplement.
La fondation du Dartmouth College fut officialisée par l’octroi d’une charte signée par le roi de Grande-Bretagne George III. L’institution est nommé en l'honneur de William Legge, 2e comte de Dartmouth. Wheelock avait l'espoir qu'ainsi il obtiendrait des donations du comte, mais celui-ci n'en fit jamais. L’établissement fut construit en Nouvelle-Angleterre sur des terres attribuées par le lieutenant gouverneur de la province du New Hampshire, John Wentworth (1671-1730). Le but du Dartmouth College était alors de former des ministres du culte et de donner un enseignement religieux aux enfants des colons et des Amérindiens. Le college délivra ses premiers diplômes en 1771 et se dota d'un sceau en 1773.
John Wheelock prit la succession de son père comme président de l’institution, fonction qu’il assuma de 1779 à 1815. Pendant cette période, il dut faire face aux troubles de la révolution américaine et sa principale préoccupation fut de trouver des fonds pour garantir la pérennité du college. Il parvint néanmoins à construire le Dartmouth Hall et à développer l’établissement : ainsi, en 1797, fut fondée l’une des plus anciennes écoles de médecine des États-Unis. Elle fut placée sous la direction du docteur Nathan Smith (1762-1829).
En 1816, la législature de l’État du New Hampshire voulut réformer la charte de fondation de 1769 : il était question de faire de l’établissement une institution publique et de changer son nom en « Dartmouth University. » La controverse fut portée par le président du college Francis Brown et le conseil devant la Cour suprême. La cause fut défendue par Daniel Webster en 1818 et se conclut par l’arrêt « Supreme Court hearing of Trustees of Dartmouth College v. William H. Woodward », en faveur du college. Mais cette affaire le plongea dans une crise financière.
Sous la présidence de Bennett Tyler (1822-1828), le college ouvrit ses portes aux Afro-américains (le premier étant Edward Mitchell en 1824) et aux étudiants pauvres grâce à une bourse d'études.
Nathan Lord, président de 1828 à 1863, réussit à combler le déficit du budget et à développer l’institution : le nombre d’étudiants augmenta de manière significative et le campus fut doté de nouveaux bâtiments. Mais il fut critiqué pour ses prises de position esclavagistes et présenta finalement sa démission pendant la Guerre de Sécession.

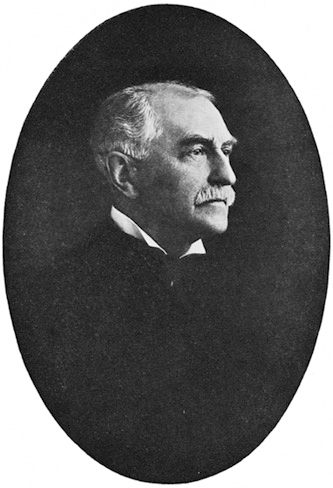
William Jewett Tucker.

Avec Asa Dodge Smith (1863-1877) et Samuel Colcord Bartlett (en) (1877-1892), le Dartmouth College poursuivit sa croissance : les bourses et les dons se multiplièrent, la Thayer School of Engineering et le New Hampshire College of Agriculture and Mechanical Arts furent fondés. De nouveaux bâtiments furent érigés (Rollins Chapel, Bartlett Hall et Wilson Hall). Les étudiants de la promotion 1881 réclamèrent néanmoins la démission du président Samuel C. Bartlett ; le conseil enquêta sur lui et lui reprocha d’avoir aliéné le corps enseignant, d’avoir négligé sa fonction et de ne pas avoir tenu son rang de président. Bartlett resta en poste jusqu’en 1892.
C’est sous la présidence de William Jewett Tucker (1893-1909) que le college entra véritablement dans la modernité. Il fit construire plus de 20 nouveaux bâtiments, le nombre d’étudiants dépassa les 1 100 et les formations proposées furent élargies, notamment en sciences physiques. En 1904, le Dartmouth Hall, qui datait de 1784, fut détruit par un incendie ; il fut reconstruit l'année suivante.
John Sloan Dickey, président de 1945 à 1970, fit prendre au college une nouvelle orientation : il l’ouvrit aux cultures étrangères par exemple avec la mise en place d’un département de civilisation russe. Il proposa également des programmes sociaux dont le fer de lance fut la fondation William Jewett Tucker. Il doubla le nombre d’étudiants afro-américains. Il fit construire le centre culturel Hopkins et le Kiewit Computation Center consacré à l’informatique.
En 1956 a eu lieu la Conférence de Dartmouth, organisée par Marvin Minsky et John McCarthy, et considérée comme l'acte de naissance de l'intelligence artificielle en tant que nouvelle discipline à part entière. 
C’est en 1972 que le college devint mixte. L’établissement fut assez peu touché par la contestation étudiante. David T. McLaghlin (1981-1987) s’attacha à développer les infrastructures sportives (Berry Sports Center) et culturelles (Rockefeller Center, Hood Museum). Il fit rénover les salles de cours et mit l’accent sur les écoles professionnelles du campus.
Le président James O. Freedman (1987-1998) créa ou restaura de nombreuses filières tournées vers les cultures étrangères, les minorités ethniques aux États-Unis (Roth Center for Jewish Life) et l’environnement (Institute of Arctic Studies). Il réussit à faire appliquer la parité parmi les étudiants et à démarrer le projet d’une bibliothèque moderne (Baker-Berry Library, 1998).
En 1988, les paroles de la chanson de l'alma mater de Dartmouth ont changé de « Men of Dartmouth » à « Dear old Dartmouth ».

## Organisation

### Enseignement et réputation académique
Dartmouth college compte environ 4 100 étudiants undergraduate et 1 600 graduate. C'est l'une des universités américaines les plus sélectives.
Devant l'importance des effectifs étudiants et le manque de locaux, l'année universitaire est divisée en quatre trimestres (terms) et qui correspondent chacun à une saison : par exemple, le Fall Term (trimestre de l'automne) pour 2007 commence le 26 septembre et s'achève le 11 décembre avec les derniers examens. Des cours ont aussi lieu en été, qui compte comme un trimestre.
Le college qui compte 597 enseignants se place parmi les meilleures universités du pays. Il se classe en effet au 61e rang mondial tout en occupant la 9e place nationale selon U.S. News and World Report.

### Administration et budget
Liste des présidents du Dartmouth College :
| • Eleazar Wheelock             | (1769-1779) |
| • John Wheelock                | (1779-1815) |
| • Francis Brown                | (1815-1820) |
| • Daniel Dana                  | (1820-1821) |
| • Bennett Tyler                | (1822-1828) |
| • Nathan Lord                  | (1828-1863) |
| • Asa Dodge Smith              | (1863-1877) |
| • Samuel Colcord Bartlett (en) | (1877-1892) |
| • William Jewett Tucker        | (1893-1909) |
| • Ernest Fox Nichols           | (1909-1916) |
| • Ernest Martin Hopkins        | (1916-1945) |
| • John Sloan Dickey            | (1945-1970) |
| • John George Kemeny           | (1970-1981) |
| • David T. McLaughlin          | (1981-1987) |
| • James Oliver Freedman        | (1987-1998) |
| • James Edward Wright          | (1998-2009) |
| • Jim Yong Kim                 | (2009-2012) |
| • Philip J. Hanlon (en)        | (2013-2023) |
| • Sian Beilock (en)            | (2023-)     |

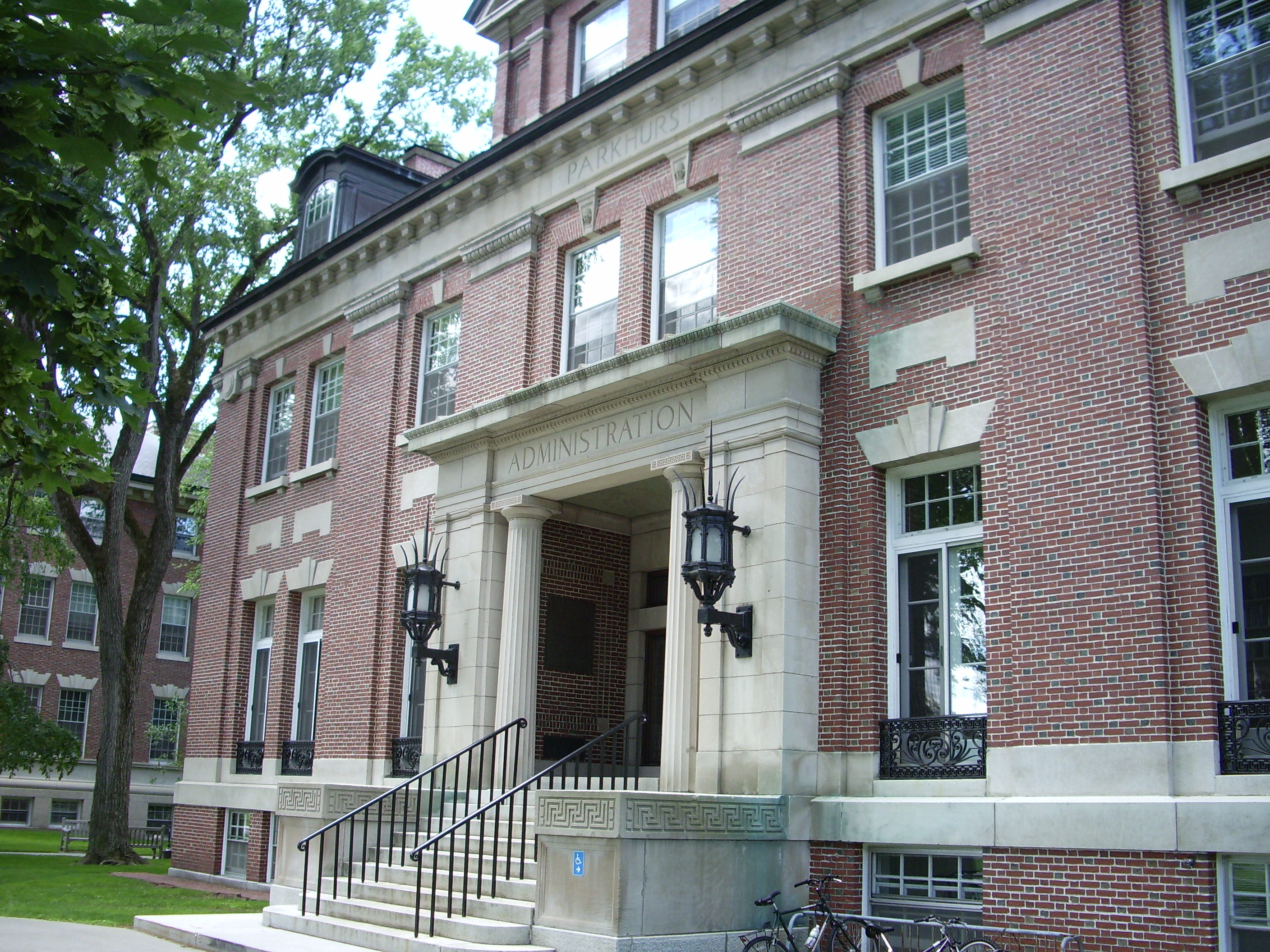
Le Parkhurst Hall abrite le bureau du président.

Entre 1769 et 1909, tous les présidents du Dartmouth College furent des pasteurs, à l'exception notable de John Wheelock.
Le Conseil d'administration (board of trustees) compte 18 membres. Le président de l'université et le gouverneur de l'État du New Hampshire en sont membres de droit. Depuis 1891, huit membres (Charter Trustees) sont nommés par le Conseil, les huit autres (Alumni Trustees) sont désignés par l'association des anciens étudiants du college (Association of Alumni of Dartmouth College) qui existe depuis 1854 et qui représente plus de 60 000 anciens étudiants. Le conseil d'administration choisit les professeurs, détermine les salaires, décide des nouvelles constructions, etc. Il est responsable des affaires financières, administratives et pédagogiques de l'institution.
En 2007, la fonction de chairman est assurée par Charles E. Haldeman Jr. et celle de doyen (provost) par Barry P. Scherr. Il y a cinq doyens (dean) pour l'université et les écoles spécialisées.
Le budget du college pour l'année universitaire 2005-2006 était de 629,4 millions de dollars. En 2005, la dotation (endowment) était de 2,2 milliards de dollars et de 3,7 milliards de dollars en 2007. Dartmouth a réussi à lever 1,3 milliard de dollars de donations diverses en 2004. Cette dotation se compose de dons individuels (10 % proviennent des anciens élèves, des parents, etc.), de la philanthropie, des fondations, du mécénat d'entreprise. Le département des finances et de l'administration s'occupe du budget et des ressources humaines.

### Relations internationales
Le collège est membre de l’Université de l'Arctique. UArctic est un réseau international d’universités, d’instituts de recherche et d’organisations ayant pour but de promouvoir, coordonner et soutenir la recherche ainsi que l’éducation en régions arctiques.

## Cursus

### Admissions
Pour la promotion 2015[réf. nécessaire], 2 178 candidats ont été admis sur 22 385 soit un taux d'admission de 9,7 %. Ce taux fait de Dartmouth l'une des universités les plus sélectives des États-Unis. Les frais d'inscription pour les premières années de cours s'élevaient à 34 965 dollars pour l'année universitaire 2007-2008. Les aides financières ont été attribuées à 57 % des étudiants undergraduate pour un montant total de 67 millions de dollars en 2005-2006.

### Facultés et écoles spécialisées
Le Dartmouth College est organisé en 29 départements et propose dix programmes interdisciplinaires. Les sections destinées aux doctorants (graduate schools) sont au nombre de quatre : arts et sciences, médecine, ingénierie et commerce. Même si Dartmouth propose des doctorats, elle garde la qualification de college plutôt qu'university en souvenir de l'affaire qui avait secoué l'institution au début du XIXe siècle.

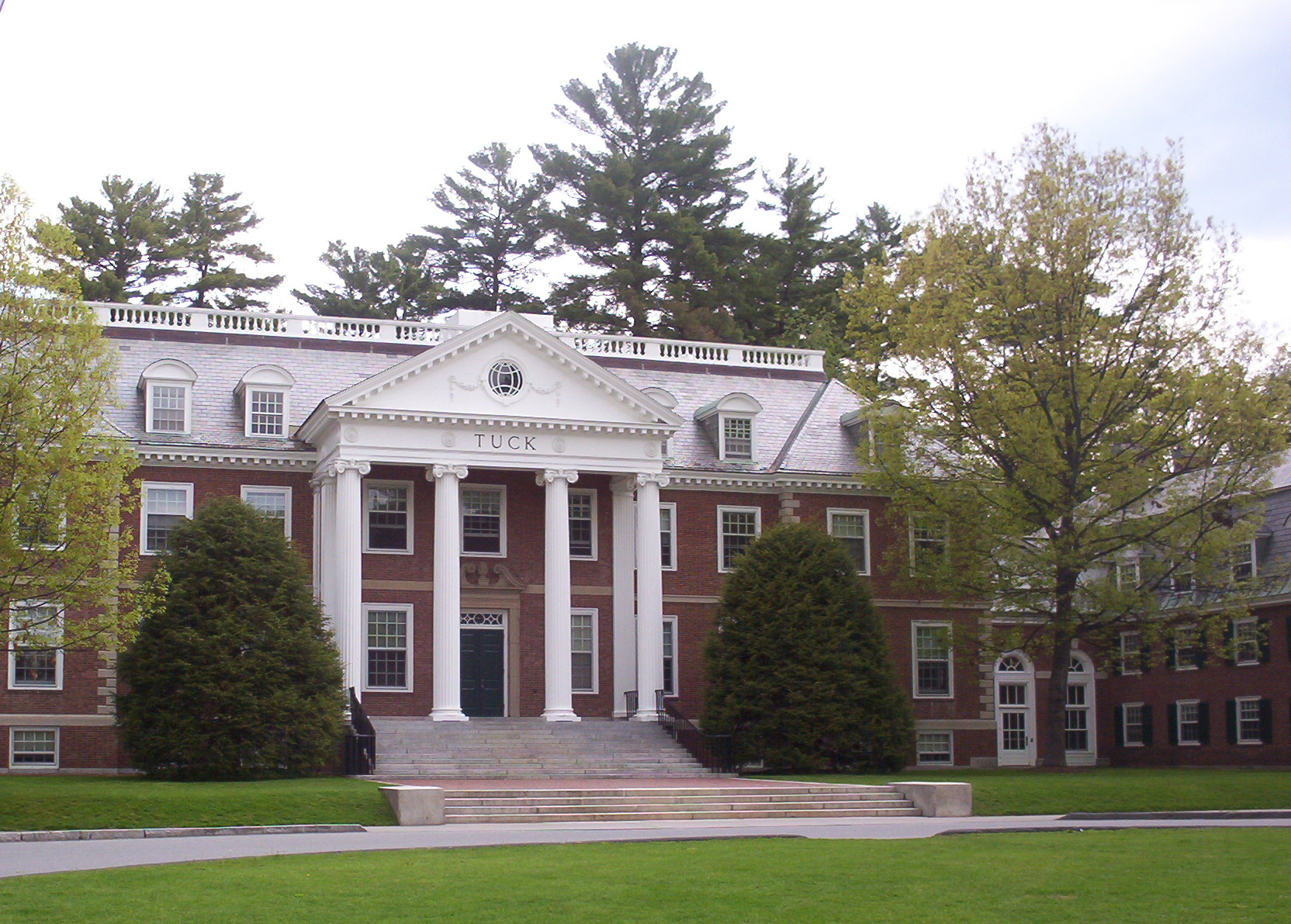
Tuck School of Business (école de commerce Tuck).

Le Dartmouth College compte trois grandes écoles spécialisées : 
- l'école de médecine (Dartmouth Medical School) est la quatrième plus ancienne des États-Unis. Elle a été fondée en 1797 et se divise aujourd'hui en 16 départements[13]. Elle met en œuvre plusieurs programmes de recherche interdisciplinaire sur le cancer, les maladies infectieuses et vasculaires, la biologie moléculaire, la génétique, l'immunologie, les neurosciences, la santé publique, etc. Environ 700 professeurs à temps plein et 1 600 chercheurs et vacataires enseignent à quelque 500 étudiants[13] ;
- la Thayer School of Engineering a été fondée en 1867 ; elle propose plusieurs formations en ingénierie, depuis la première année jusqu'au doctorat, pour un effectif total de 780 étudiants[13] ;
- la Tuck School of Business a ouvert ses portes en 1900 ; elle est l'une des meilleures écoles de commerce du monde. Elle compte 480 étudiants en MBA de trente nationalités différentes[13].

## Vie culturelle

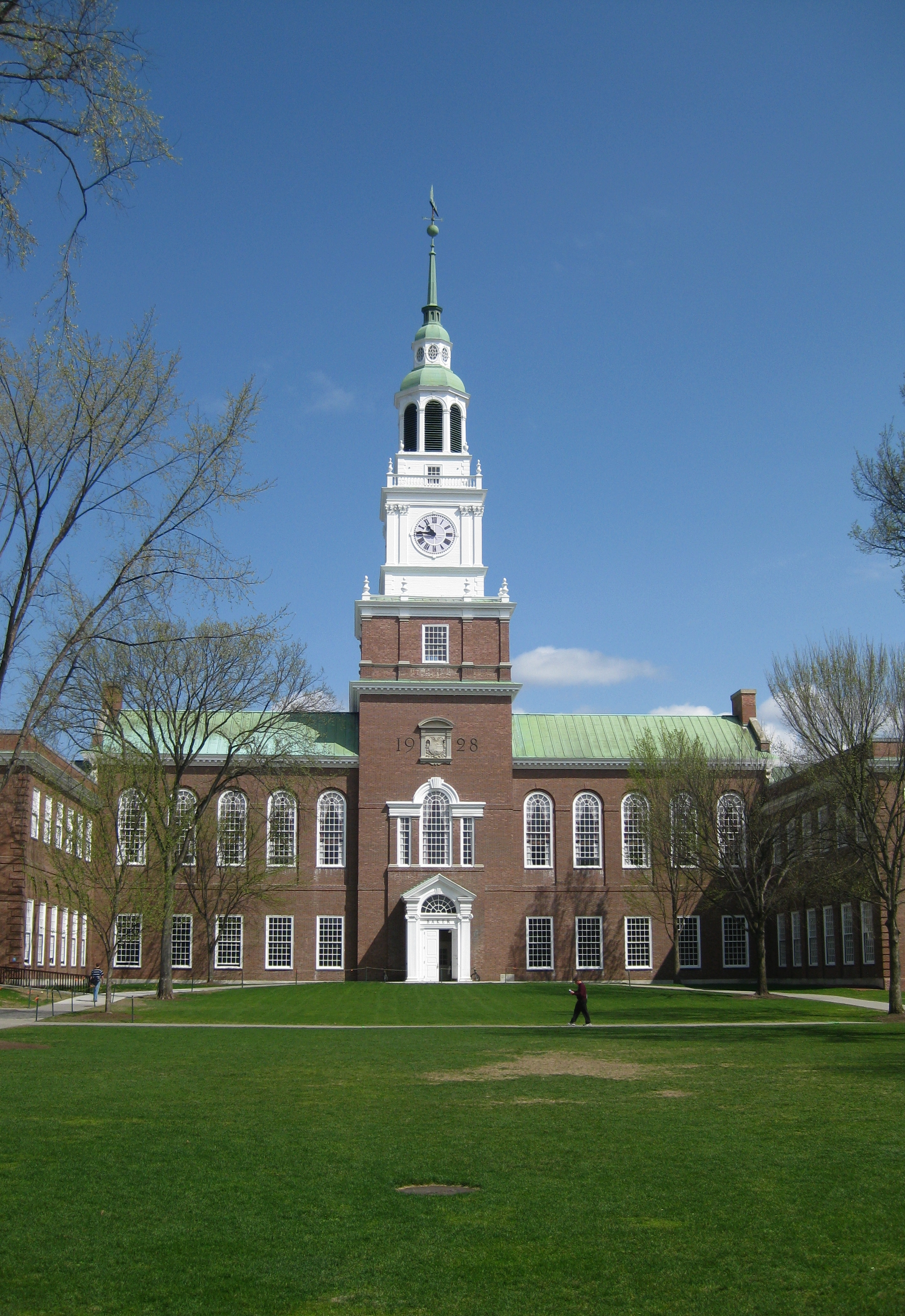
Baker Memorial Library.

L'université possède un musée, le Hood Museum of Art fondé en 1772 et qui possède quelque 65 000 œuvres. Les collections ethnographiques sont les plus riches (arts africain, amérindien, mélanésien). Le musée possède également six bas-reliefs assyriens provenant du palais d'Assurnazirpal II et datant du Xe siècle av. J.-C.. La peinture américaine est bien représentée (portraits et paysages).
Le campus de l'université compte onze bibliothèques pour un total de plus de 2,3 millions d'ouvrages et 21 000 périodiques. La bibliothèque numérique propose 30 000 journaux, 100 000 livres numériques et l'accès à 800 bases de données. La principale bibliothèque du campus est la Baker Memorial Library ouverte en 1928. Mesurant 60 mètres de hauteur avec sa girouette, c'est l'un des bâtiments symboliques du campus. Il a été dessiné par l'architecte Jens Frederick Larson qui prit pour modèle l'Independence Hall situé à Philadelphie. Il a été financé par un don de George Fisher Baker et fut agrandi plusieurs fois. La Berry Library, inaugurée en 2000, est la dernière annexe en date.
Les étudiants peuvent assister à 500 spectacles (théâtre, danse, concerts) au Hopkins Center. Ouvert en 1962, ce complexe culturel a été financé par un don de John Davison Rockefeller Junior. Il fut dessiné par l'architecte Wallace K. Harrison qui s'inspira d'un autre centre culturel, le Lincoln Center de New York. Surnommé le « Hop » par les étudiants, le centre accueille les productions des troupes étudiantes comme le Dartmouth Dance Ensemble, le Barbary Coast Jazz Ensemble, le Wind Symphony et le Symphony Orchestra, parmi d'autres. Les étudiants bénéficient d'un tarif réduit pour voir les spectacles, mais le centre est également un lieu culturel au rayonnement régional.

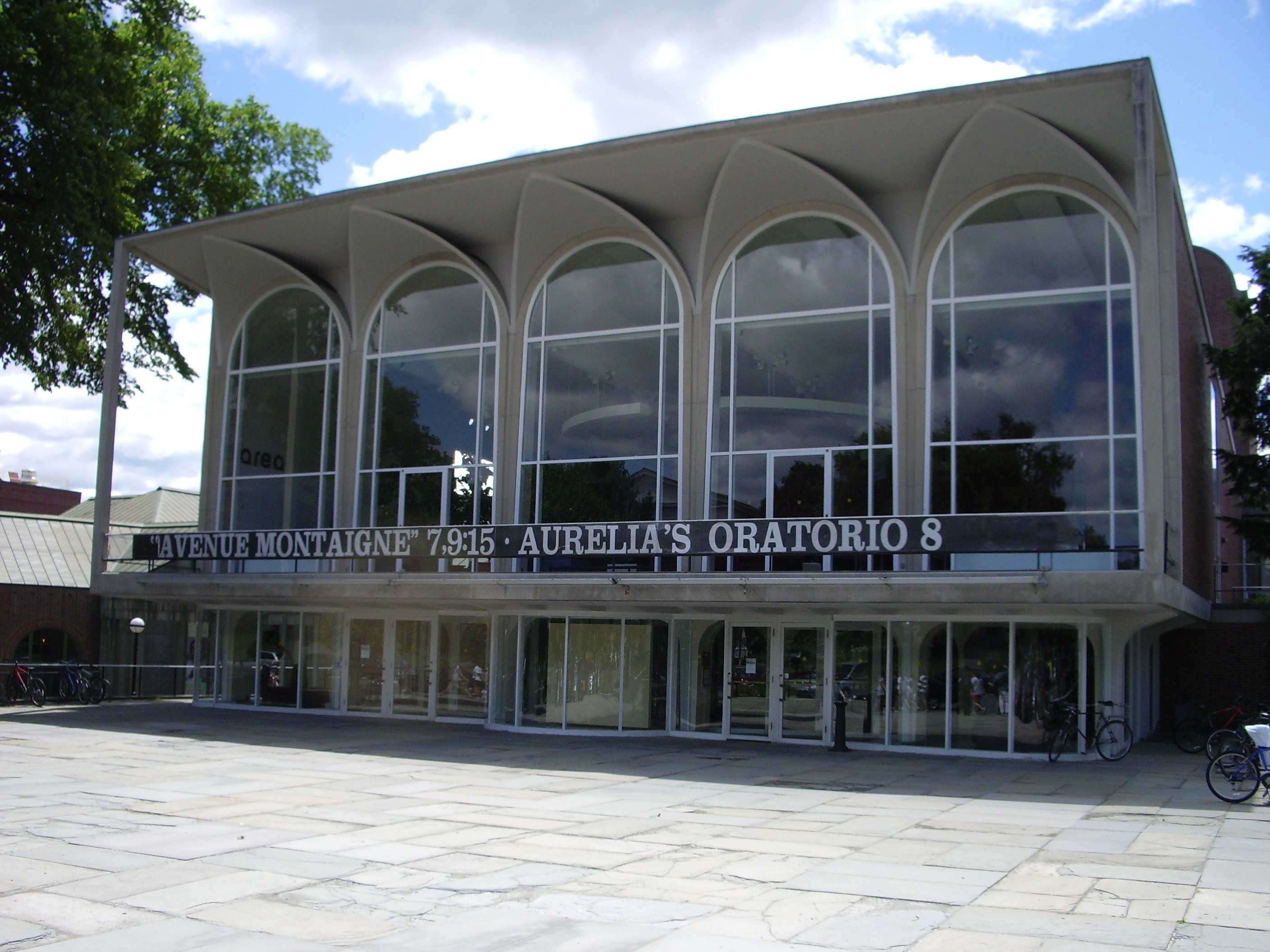
Le Hopkins Center for the Arts, Dartmouth College.

Le Nelson A. Rockefeller Center for Public Policy and the Social Sciences, appelé « Rocky » par les étudiants, est un centre d'action et de discussion politiques. Inauguré en 1983, il a été baptisé en l'honneur du magnat et homme d'État Nelson Rockefeller (1908-1979) qui étudia à Dartmouth à la fin des années 1920. Le centre offre la possibilité aux étudiants et aux enseignants d'apprendre et de débattre de sujets politiques et juridiques. Il entretient des relations étroites avec l'université britannique d'Oxford et attribue des bourses aux étudiants.
Fondé en 1982, le John Sloan Dickey Center for International Understanding a été nommé en mémoire du douzième président de l'université John Sloan Dickey. Le but de ce centre est de coordonner, soutenir et enrichir la dimension internationale de l'enseignement à Dartmouth. Pour cela, le centre cherche à promouvoir la recherche sur les problèmes internationaux, en encourageant les travaux interdisciplinaires et innovants. Il soutient par des bourses et des récompenses les associations qui sensibilisent les étudiants aux affaires internationales, comme le Dartmouth World Affairs Council (WAC) et le War & Peace Fellows. Il attribue notamment chaque année le « prix Chase de la paix » (Chase Peace Prize) à la thèse qui contribue le plus à la compréhension des causes de la guerre.

## Sports

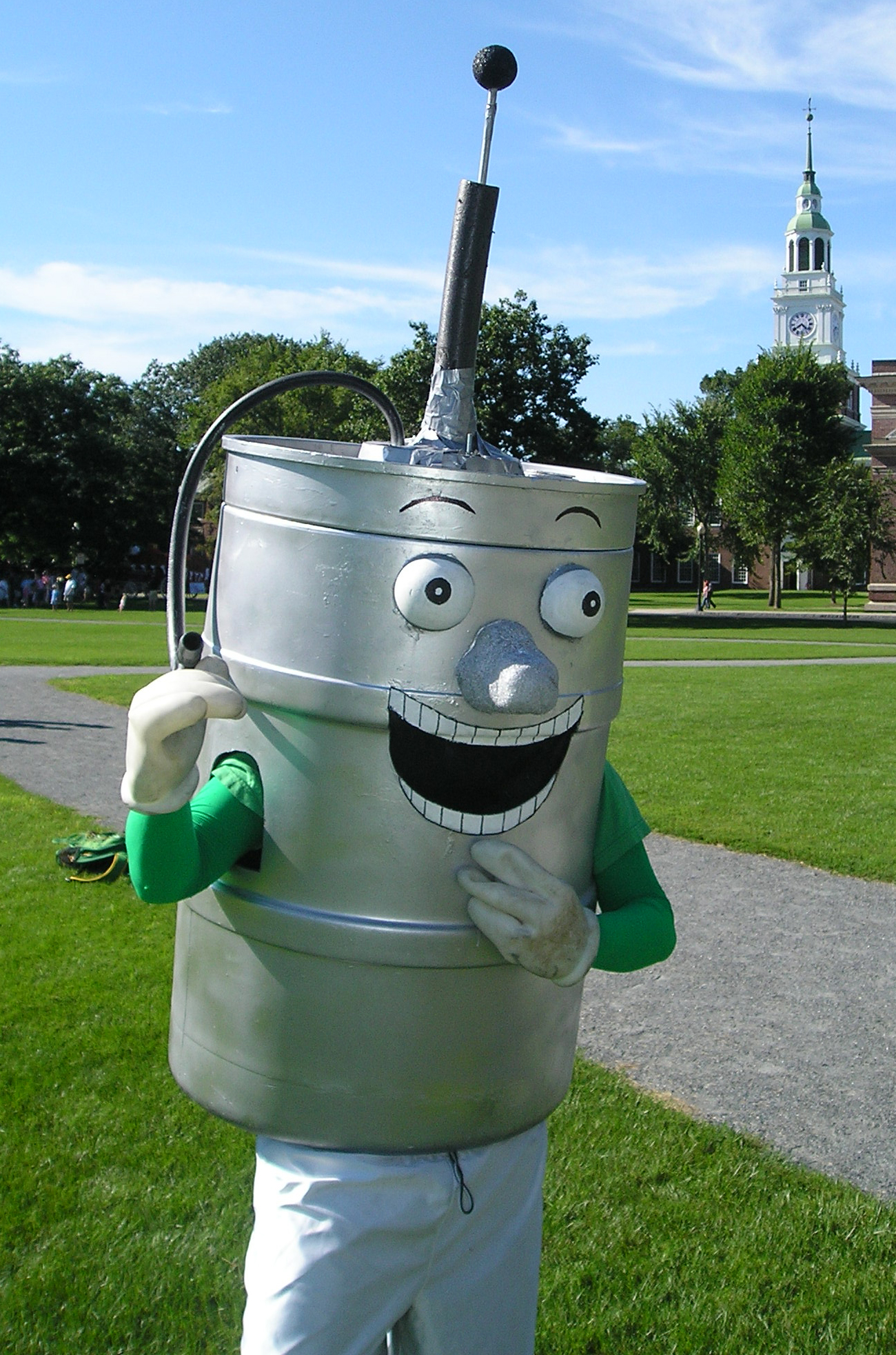
Keggy the Keg, la mascotte de Dartmouth.

Soixante-quinze pour cent des étudiants de Dartmouth appartiennent à un groupe sportif. L'université propose 34 sports interuniversitaires, 24 sports interclasses et 17 clubs. Les Dartmouth Big Green défendent les couleurs du Dartmouth College dans des disciplines variées : basket-ball, baseball, hockey sur glace, ski, équitation, golf, etc. Ces équipes sportives participent à la National Collegiate Athletic Association (Division 1), à l'Ivy League Conference et à l'Eastern College Athletic Conference. Les patineurs artistiques de l'université ont remporté les quatre derniers championnats nationaux. Le Dartmouth College ne distribue aucune bourse aux sportifs.
Le vert est la couleur officielle de Dartmouth depuis 1866. Jusque dans les années 1970, les  équipes sportives étaient aussi connues sous le nom « Indiens » et les uniformes représentaient une tête de guerrier amérindien. Pendant les matches, la cheerleader portait un costume indien et faisait office de mascotte. Aujourd'hui, « Keggy the Keg », un baril de bière, sert parfois de mascotte.

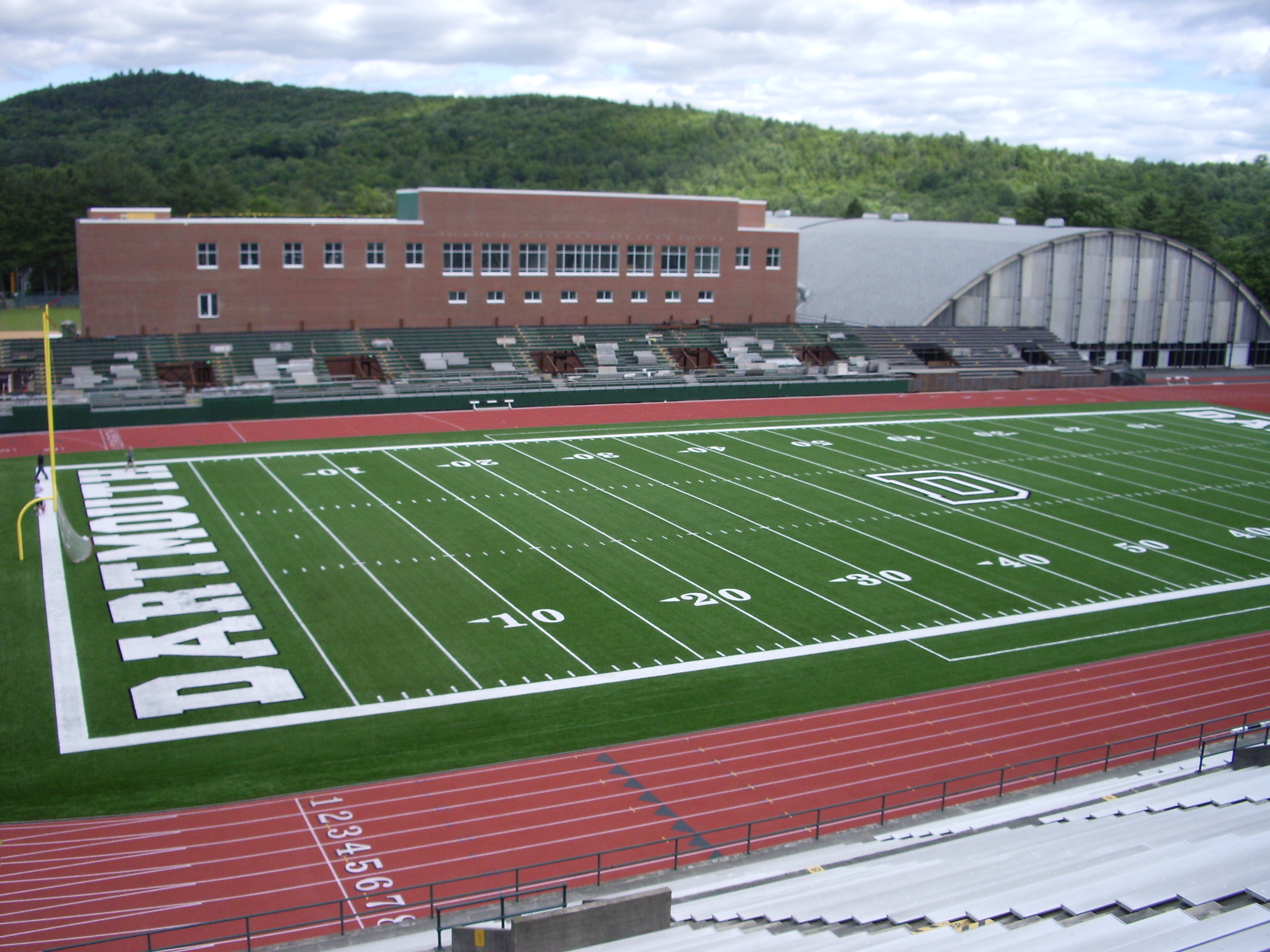
Memorial Field, Dartmouth College.

Le Memorial Field est l'une des principales infrastructures sportives du campus. Il accueille de nombreuses compétitions sportives, en particulier les matches de football américain universitaire. La structure actuelle date de 1923 et a été rénovée en 2006 pour accueillir quelque 13 000 spectateurs. Les matches de basket ont lieu à l'Edward Leede Arena (2 100 places) au sud-ouest du campus, ceux de hockey sur glace à la Rupert C. Thompson Arena (3 500 places).
Un gymnase (Dartmouth College Alumni Gymnasium) est également à la disposition des étudiants. Construit en 1910 et rénové plusieurs fois, il comprend deux piscines, des courts de basket, de squash, deux saunas, etc.

## Vie étudiante

### Communauté

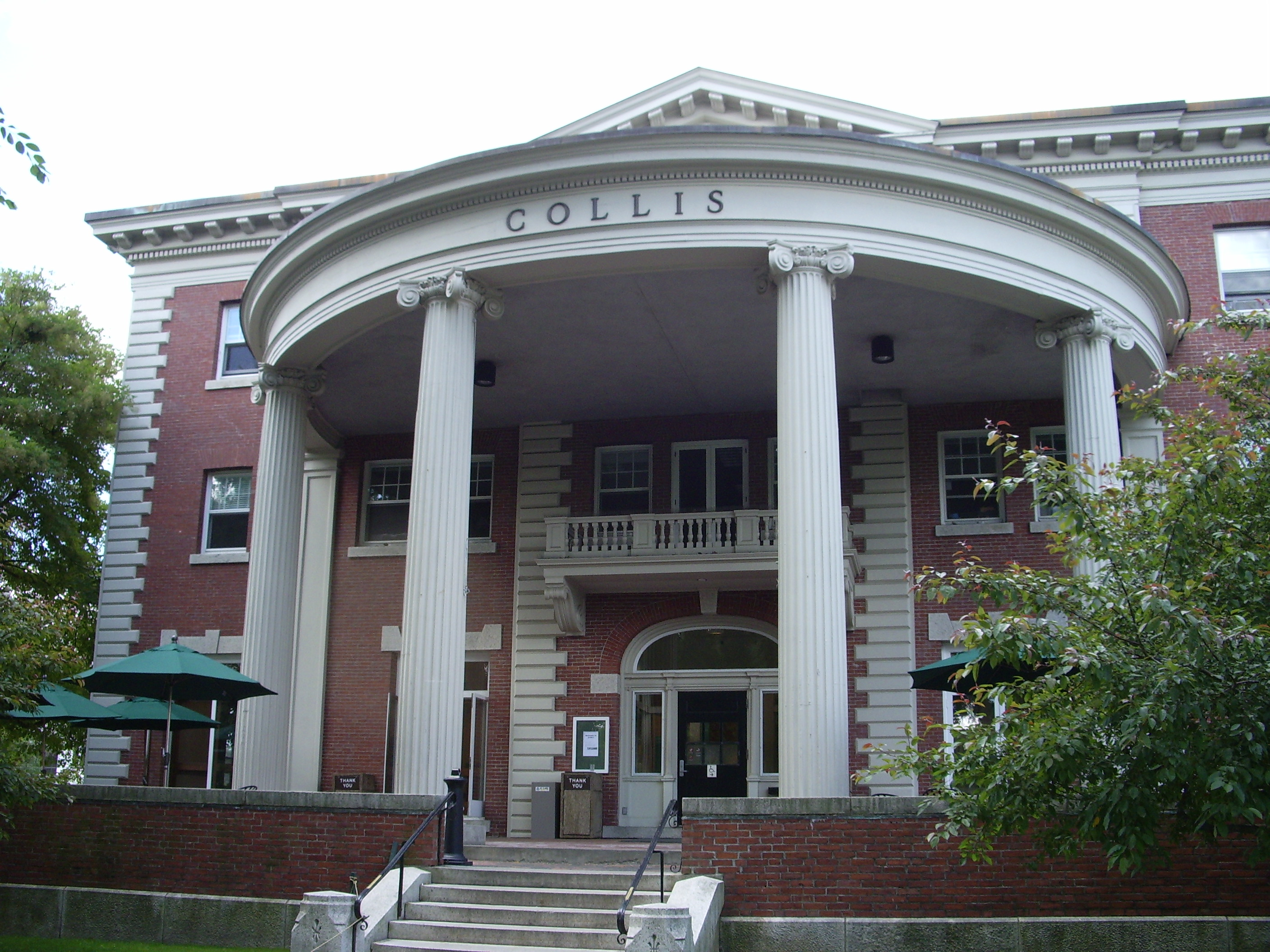
Le Collis Center, un lieu de la vie étudiante.

Environ 60 % des étudiants de Dartmouth s'engagent dans la vie et le fonctionnement de l'université par le biais de la fondation Tucker.
Le Collis Center est le cœur de la vie étudiante : situé au centre du campus, ce bâtiment abrite le bureau des activités étudiantes (Student Activities Office) qui organise les grands évènements de l'année universitaire comme le carnaval de l'hiver. Il accueille aussi le conseil des organisations étudiantes (Council on Student Organizations) qui distribue des financements aux diverses associations de l'université. Le Collis Center est un lieu de réunion qui met à la disposition des étudiants plusieurs salles dont la plus grande peut accueillir 300 personnes. Il sert également de lieu de restauration et de loisir (télévision, billard).

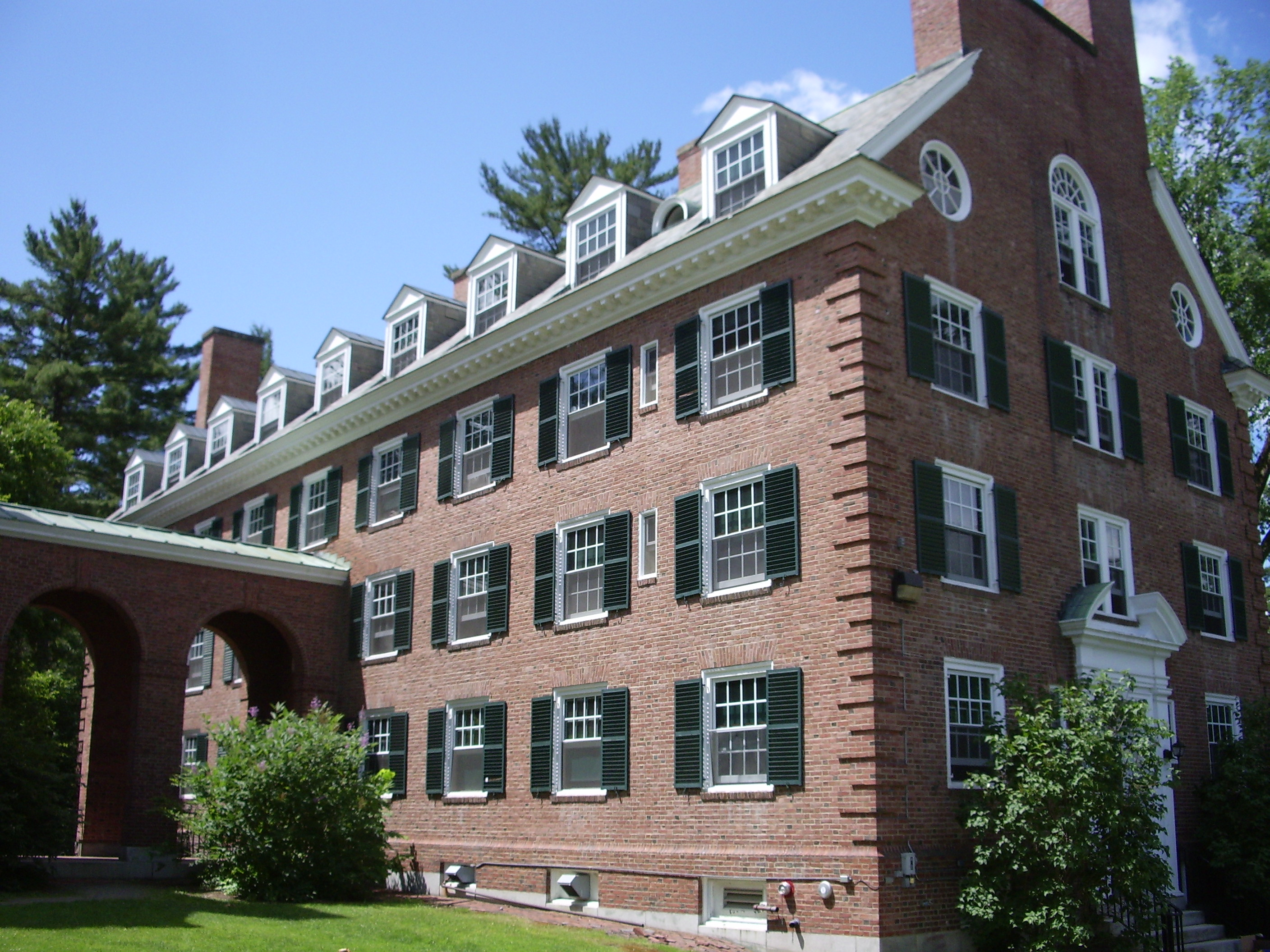
Une résidence universitaire : Lord Hall.

En 2007, l'université comptait treize publications littéraires, huit groupes a cappella, dix autres groupes de musique et plus de 200 associations reconnues par le conseil des organisations étudiantes (Council of Student Organizations). The Dartmouth Film Society est le plus ancien club étudiant de cinéma du pays.
Il existe une chapelle sur le campus de Dartmouth et 25 organisations religieuses étudiantes.
Plusieurs résidences universitaires sont dispersées sur le campus. Au début des années 2000, l'université dut faire face à une crise, car la demande en logements était supérieure à l'offre. Des logements provisoires ont été construits et deux nouveaux ensembles furent ouverts à l'automne 2006.

### Médias
Il existe trois journaux à Dartmouth. Le plus ancien journal étudiant d'Amérique, fondé en 1799, s'appelle The Dartmouth. The Dartmouth Review est un autre journal du campus, fondé en 1980, à tendance conservatrice. Le Dartmouth Free Press est considéré comme plus à gauche.
Les premières expériences de radio à l'université datent des années 1920. Mais la première radio officielle remonte à 1958 : WDCR (W. Dartmouth College Radio) est toujours en activité aujourd'hui. Elle est concurrencée depuis 1976 par une autre radio étudiante, WFRD (FM Radio at Dartmouth).

### Fraternités et sororités

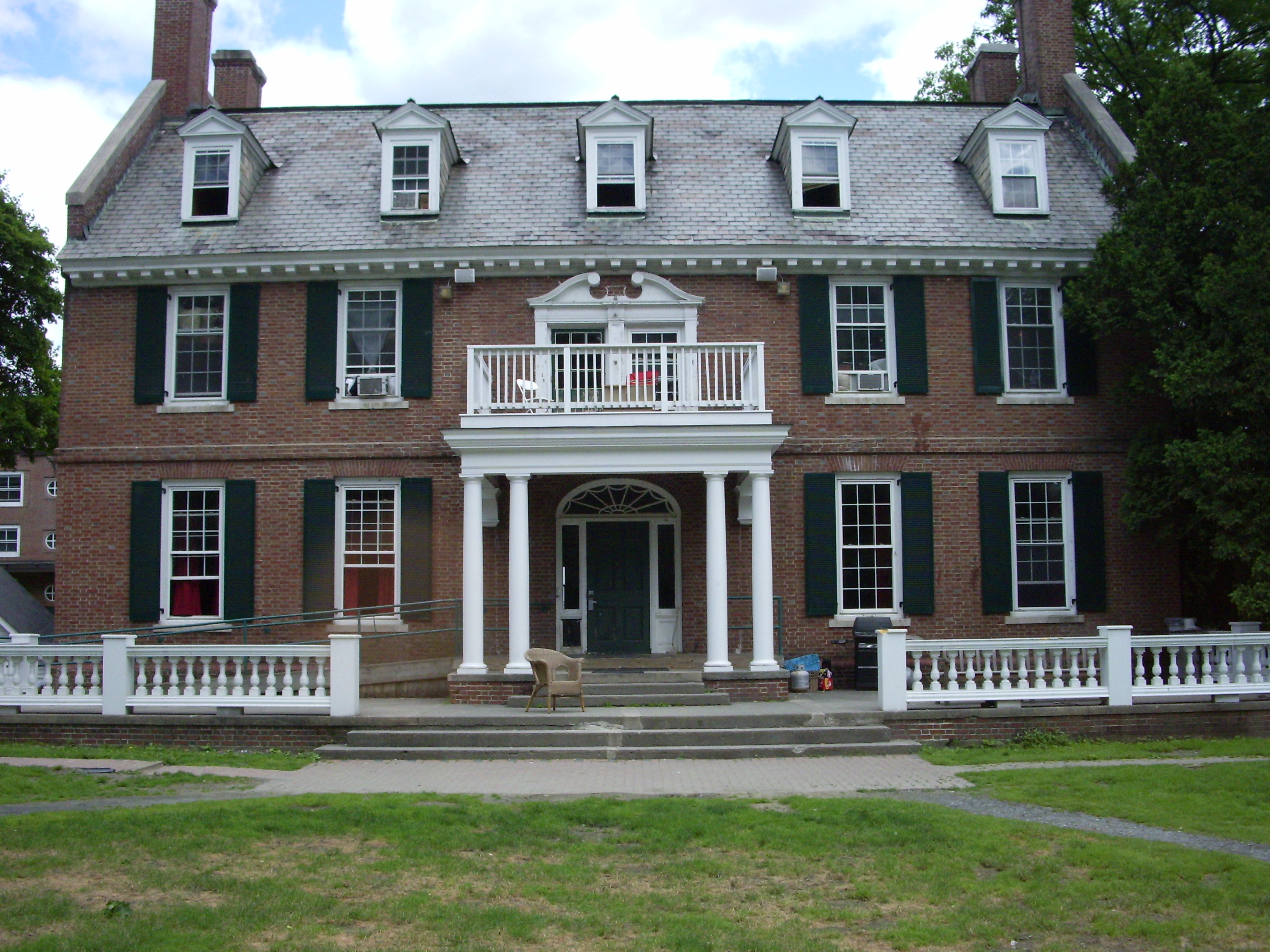
Alpha Delta, l'une des plus anciennes fraternités du campus (1847).

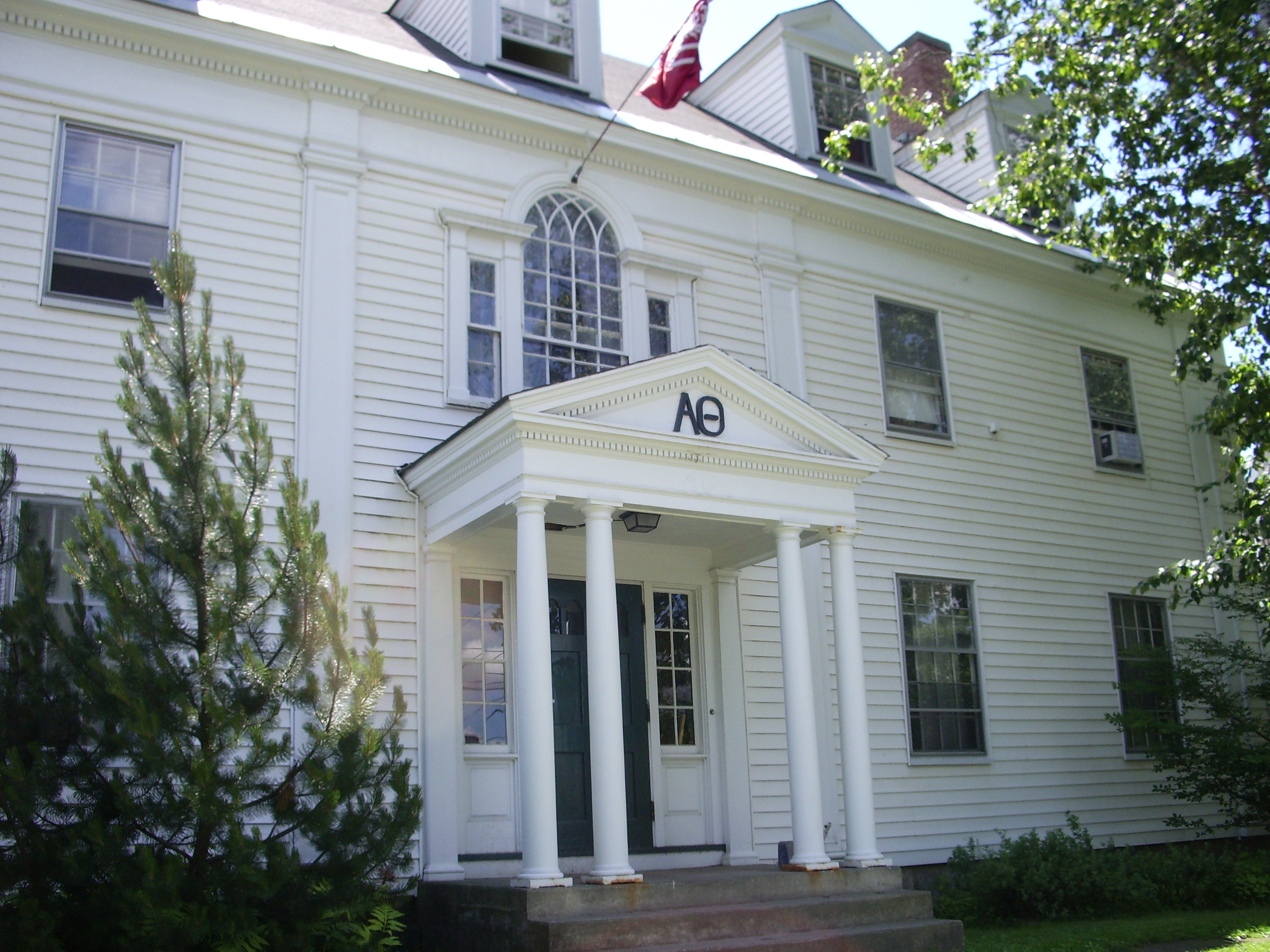
Alpha Theta, une fraternité mixte.

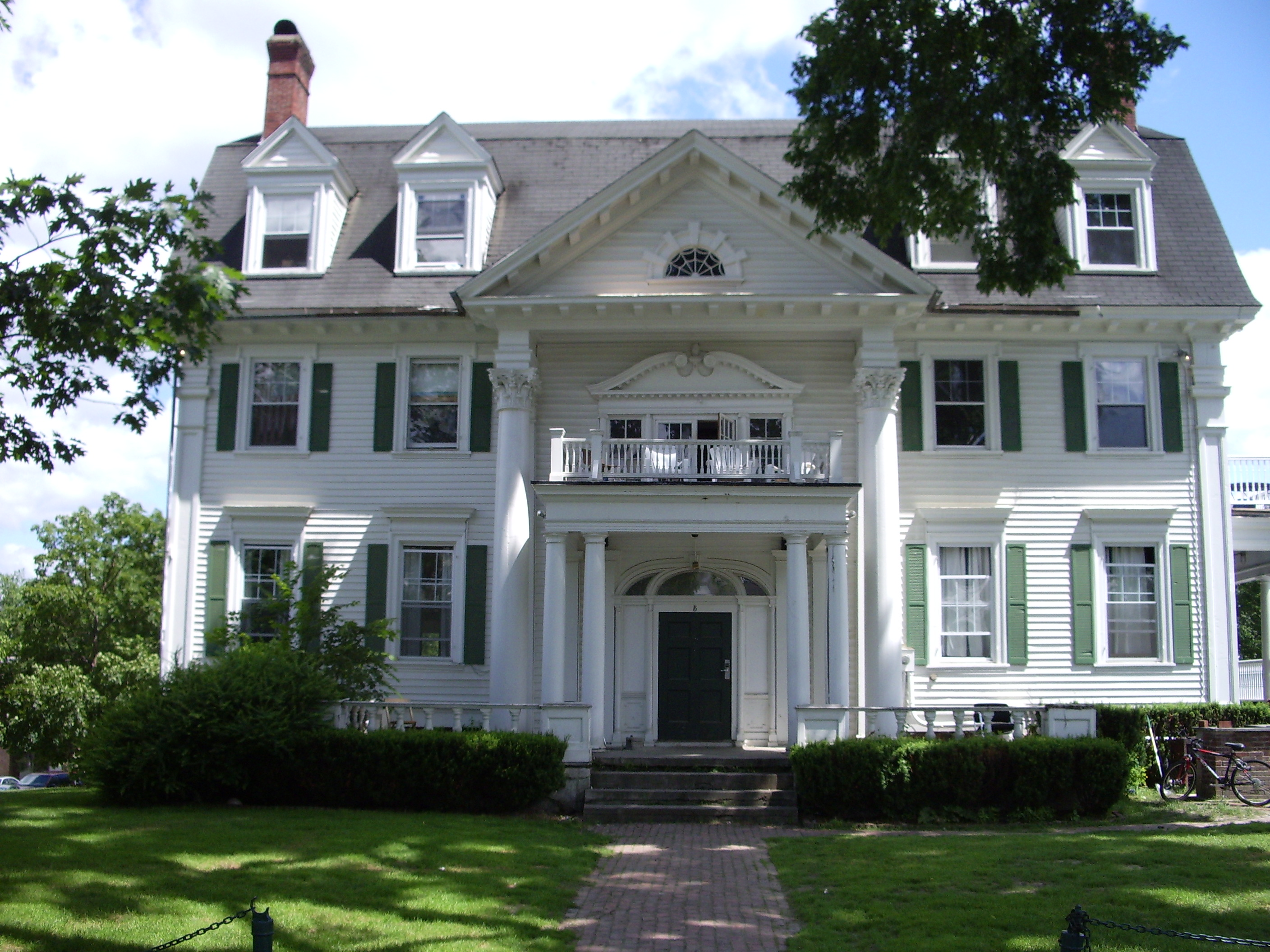
Phi Delta Alpha.

Comme beaucoup d'universités américaines, Dartmouth compte de nombreuses fraternités étudiantes. En 2005, 1 785 étudiants étaient membres d'une fraternité, soit environ 27 % de l'effectif total. Ces organisations proposent des avantages résidentiels et sociaux, mais ne permettent pas de se restaurer. La tradition des associations étudiantes remonte à la fin du XVIIIe siècle à Dartmouth ; à cette époque, les étudiants se réunissaient en sociétés littéraires. La première fraternité fut fondée en 1842 (Psi Upsilon). Avec leur multiplication tout au long du XIXe siècle, il fallut construire plusieurs bâtiments, ce qui contribua à l'expansion du campus universitaire. Après avoir connu des difficultés financières pendant la Grande Dépression, les fraternités de Dartmouth furent parmi les premières du pays à abolir la ségrégation raciale. Puis, dans les années 1970, des associations de filles (sororités) et mixtes (coeducational Greek houses) virent le jour. Aujourd'hui, il existe seize fraternités masculines, neuf féminines et trois mixtes. Elles sont administrées par trois conseils indépendants (Interfraternity Council, Panhellenic Council et Coed Council).
Liste des fraternités, et leur date de fondation :
| - Alpha Delta (ΑΔ), 1847 - Alpha Phi Alpha (ΑΦΑ), 1972 - Alpha Chi Alpha (ΑΧΑ), 1956 - Bones Gate (BG), 1901 - Gamma Delta Chi (ΓΔΧ), 1908 - Zeta Psi (ΖΨ), 1853 - Theta Delta Chi (ΘΔΧ), 1869 - Kappa Kappa Kappa (ΚΚΚ), 1842 | - Lambda Upsilon Lambda (ΛΥΛ), 1997 - Sigma Alpha Epsilon (ΣΑΕ), 1903 - Sigma Nu (ΣΝ), 1903 - Sigma Phi Epsilon (ΣΦΕ), 1908 - Phi Delta Alpha (ΦΔΑ), 1884 - Chi Gamma Epsilon (ΧΓΕ), 1905 - Chi Heorot (ΧH), 1897 - Psi Upsilon (ΨΥ), 1842 |

Liste des sororités :
| - Alpha Xi Delta (ΑΞΔ), 1997 - Alpha Pi Omega (ΑΠΩ), 2001 - Alpha Phi (ΑΦ), 2006 - Delta Delta Delta (ΔΔΔ), 1984 - Epsilon Kappa Theta (ΕΚΘ), 1982 | - Kappa Delta Epsilon (ΚΔΕ), 1993 - Kappa Kappa Gamma (ΚΚΓ), 1978 - Sigma Delta (ΣΔ), 1977 - Sigma Lambda Upsilon (ΣΛΥ), 2003 |

Fraternités mixtes : 
| - Alpha Theta (ΑΘ), 1920 - The Tabard (ΣΕX), 1857 - Phi Tau (ΦΤ), 1905 |

### Traditions et festivités

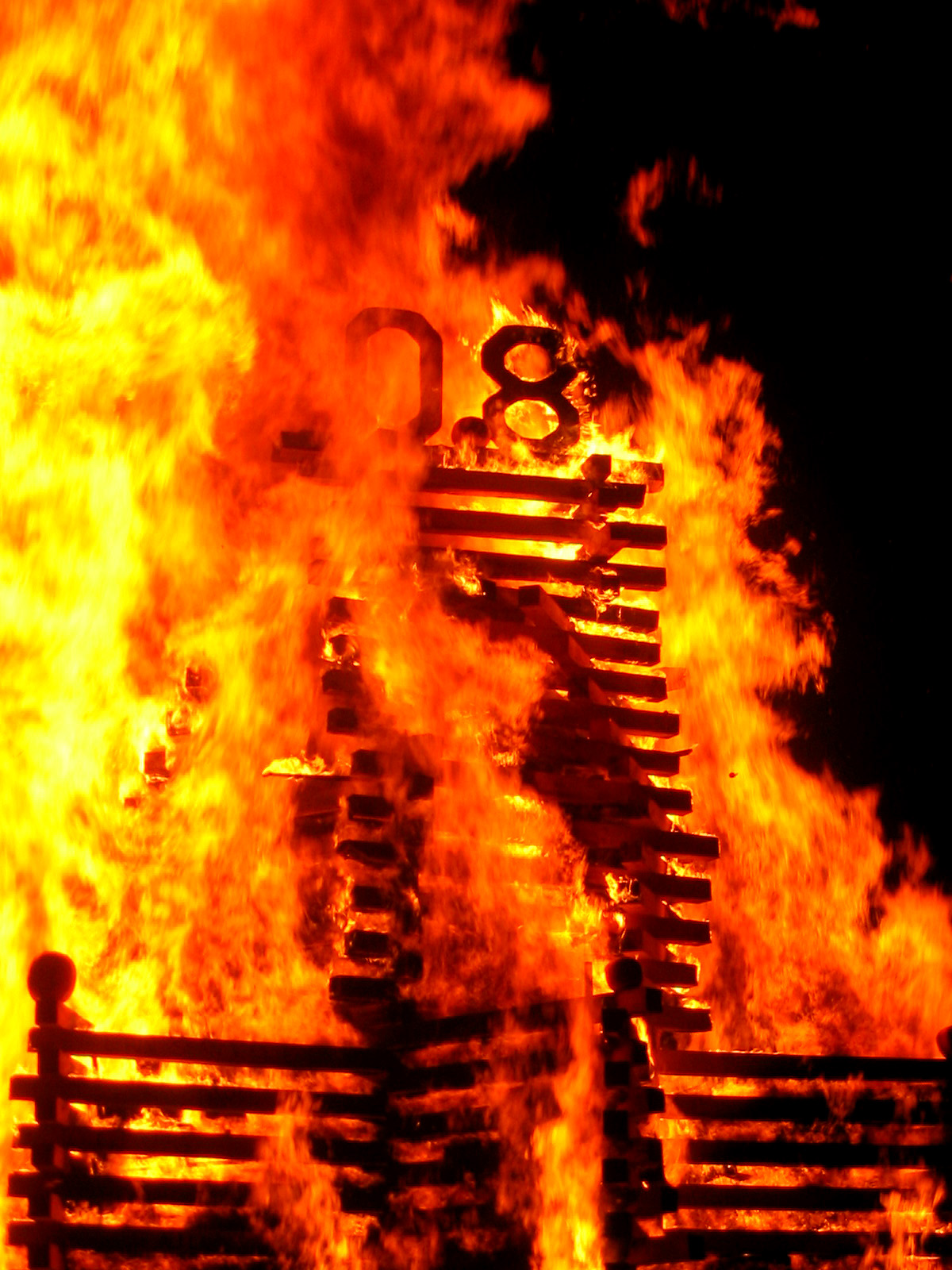
Bûcher de la Dartmouth Night, 2004.

La remise des diplômes est la plus vieille tradition de l'université puisqu'elle remonte à 1771 et ne s'est jamais interrompue, même pendant les troubles de la révolution américaine. Elle débute avec la fanfare qui joue depuis la Baker Tower ; puis on sonne les cloches et la procession des étudiants se met en marche depuis East Wheelock Street vers le Green, où ils reçoivent leur diplôme.
L'année universitaire est rythmée par de nombreux évènements au Dartmouth College. À chaque trimestre sont célébrés des « big weekends » ou des « party weekends » : « Dartmouth Night Weekend » en automne, « Winter Carnival » en hiver, « Green Key » au printemps et « Fieldstock » en été.
La Dartmouth Night (littéralement : la « nuit de Dartmouth ») remonte à 1895. Elle est l'occasion de discours et de parades dans le campus. Le soir, un grand bûcher est allumé par les étudiants de première année. Ils doivent en faire plusieurs fois le tour. À l'origine, ces bûchers célébraient les victoires sportives à la fin du XIXe siècle. Depuis 1936, des matchs de football américain sont organisés pendant le week-end. Plus tard dans l'année, un arbre de Noël est élevé sur le Green.
Le carnaval de l'hiver (Winter Carnival) a été fondé en 1911. Pendant l'Entre-deux-guerres, il s'agissait d'un évènement relativement populaire dans le pays et il a même servi de sujet à un film de 1939 avec Ann Sheridan (Winter Carnival). Il a lieu en février et comprend plusieurs manifestations : des compétitions de ski, des concerts, des sculptures en neige, des fêtes dans les fraternités étudiantes et bien sûr un carnaval. En 1987, les étudiants de Dartmouth façonnèrent le plus grand bonhomme de neige du monde homologué par le livre des records.
Le Green Key Weekend a lieu au printemps. Pendant trois jours, les fraternités étudiantes organisent des fêtes dans leurs locaux et en plein air. Jusqu'en 1984, une course de chars avait lieu, mais elle fut finalement interdite à cause des accidents et des blessés.
Jusqu'en 2006 étaient organisées les festivités de Tubestock, une tradition non officielle du college : les étudiants fabriquaient des embarcations et descendait le fleuve Connecticut. Elle est désormais interdite par les autorités locales. Les étudiants organisent une manifestation alternative appelée Fieldstock afin de préserver l'esprit de groupe et démarrer une nouvelle tradition universitaire.
Une autre tradition qui remonte à l'année 1935 s'appelle Freshman Trips. Elle consiste à intéresser les nouveaux étudiants (freshmen) au Dartmouth Outing Club, une association étudiante qui propose des sports et des activités de plein air, par des excursions dans les environs de l'université. Elle précède la rentrée universitaire et permet aux futurs étudiants de faire connaissance. Les excursions se terminent par une nuit au Moosilauke Ravine Lodge, une propriété du Dartmouth College située près du mont Moosilauke. Organisées par les étudiants, ces excursions sont l'occasion pour les nouveaux de s'intégrer et d'apprendre les traditions de l'université, comme la chanson Men of Dartmouth et la danse de Salty Dog Rag.
À chaque printemps depuis 1973, les étudiants amérindiens de Dartmouth organisent un grand pow wow avec deux jours de cérémonies, danses, expositions d'artisanat et d'art. Cela rappelle qu'à l'origine, le college accueillit les enfants amérindiens. Le pow wow attire environ 1 500 personnes à Hanover chaque année : il s'agit du deuxième plus grand évènement de cette nature dans le nord-est des États-Unis.
Le Ledyard Challenge est une course nudiste au cours de laquelle les étudiants traversent à la nage le Connecticut à partir du Ledyard Canoe Club pour rejoindre la rive du Vermont et reviennent au point de départ par le Ledyard Bridge en courant nu.

## Symboles ducollege
La devise du Dartmouth College est « Vox Clamantis in Deserto », ce que l'administration traduit par « une voix qui crie dans le désert » (« A voice crying in the wilderness »). Il s'agit d'une référence à Jean-Baptiste mais aussi au fait que le college fut fondé au XVIIIe siècle à la frontière avec les territoires indiens.
La chanson de Richard Hovey intitulée Men of Dartmouth (« Les hommes de Dartmouth ») fut reconnue comme la meilleure du college en 1896 ; elle sert encore aujourd'hui d'hymne scolaire, même si elle a subi des modifications, puisque depuis, Dartmouth est devenu mixte.

## Personnalités liées à l'université

### Professeurs
- Marie Howe (née en 1950), écrivaine et universitaire ;
- Mona Domosh, géographe et universitaire ;
- Patricia Daley, géographe, spécialiste de l'Afrique.

### Étudiants
- Daniel Webster (1782-1852), secrétaire d'État et sénateur du Massachusetts ;
- Salmon Portland Chase (1808-1873), homme politique et juriste ;
- John Wentworth (1815-1888), homme politique, éditorialiste, avocat, maire de Chicago ;
- Henry Jacob Bigelow, né en 1818, chirurgien et professeur ;
- Robert Frost (1874-1963), poète qui remporta quatre Prix Pulitzer ;
- Norman Maclean (1902-1990), écrivain du Montana auteur de La Rivière du sixième jour (A river runs through it), adapté au cinéma par Robert Redford : Et au milieu coule une rivière ;
- Theodor Seuss Geisel (1904-1991), auteur de littérature enfantine ;
- Nelson Rockefeller (1908-1979), gouverneur de l'État de New York et 41e vice-président des États-Unis (1974-1977) ;
- Fred Rogers (1928-2003), acteur, animateur de télévision, compositeur, producteur et scénariste ;
- Bob Rafelson (1933-2022), réalisateur[32]
- Michael Moriarty (né en 1941), acteur ;
- Earl Mac Rauch (né en 1949), scénariste américain ;
- Henry Paulson (né en 1946), homme d'affaires et ancien secrétaire du Trésor américain ;
- Gail Koziara Boudreaux (né en 1960), personnalité américaine du monde des affaires ;
- Wendy Becker (née en 1966), femme d'affaires américaine ;
- Mel Robbins (née en 1968), animatrice de télévision américaine ;
- Shonda Rhimes (née en 1970), réalisatrice et scénariste américaine ;
- Abigail Marsh, née en 1976, psychologue et universitaire ;
- Sarah Wayne Callies (née en 1977), actrice américaine ;
- Mindy Kaling (née en 1979), actrice, scénariste et productrice américaine ;
- Rose Mutiso, née en 1986, scientifique kényane.
- Timothy Geithner, ancien secrétaire du Trésor américain.
- Wale Ayeni, entrepreneur nigérian.
- Aisha Tyler, actrice américaine .

## Dartmouth Collegedans la culture populaire
Dans la série Gossip Girl, le père de Nathaniel Archibald veut qu'il aille à Dartmouth College, car lui-même y est allé.
Dans la série Médium, Arielle Dubois a été admise à Dartmouth Collège.
Dans la saga Twilight, Bella a été admise à Dartmouth ainsi qu'Edward Cullen.
Dans la série Grey’s Anatomy, on sait que Meredith Grey est allée à Dartmouth, dans certains épisodes on la voit porter un tee-shirt de l'université.
Dans le roman Le Parrain et la trilogie de films homonyme, Michael Corleone étudie à Dartmouth.